# Scarpa d'oro 1968

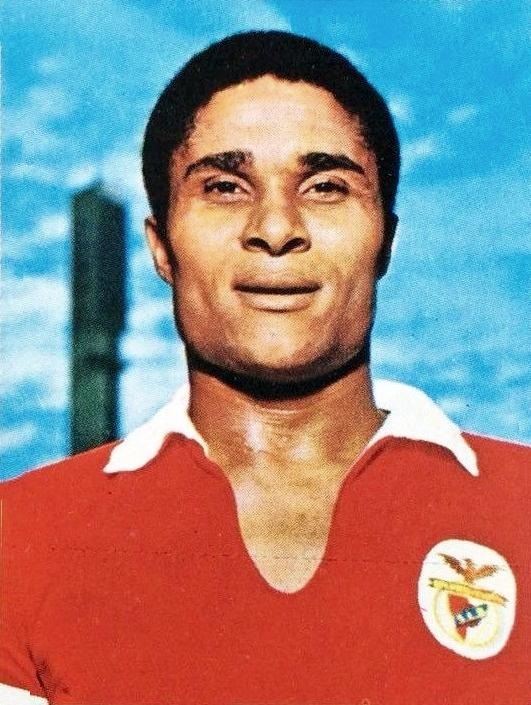
Eusébio, vincitore della Scarpa d'Oro 1968

La Scarpa d'oro 1968 è il riconoscimento calcistico che è stato assegnato al miglior marcatore assoluto in Europa tenendo presente le marcature segnate nel rispettivo campionato nazionale nella stagione 1967-1968. Il vincitore del premio è stato Eusébio del Benfica con 42 reti nella Primeira Liga.
| Pos | Campionato            | Nome          | Squadra | Gol |
| --- | --------------------- | ------------- | ------- | --- |
| 1   | Primeira Divisão      | Eusébio       | Benfica | 42  |
| 2   | Nemzeti Bajnokság     | Antal Dunai   | Újpest  | 36  |
| 3   | Scottish Division One | Robert Lennox | Celtic  | 32  |